# Brezik (gmina Nova Bukovica)
Brezik – wieś w Chorwacji, w żupanii virowiticko-podrawskiej, w gminie Nova Bukovica. W 2011 roku liczyła 158 mieszkańców.